# 20333 Johannhuth
20333 Johannhuth là một tiểu hành tinh vành đai chính với chu kỳ quỹ đạo là 1256.3052565 ngày (3.44 năm).
Nó được phát hiện ngày 25 tháng 4 năm 1998.